# Himno nacional de Nigeria
El segundo himno nacional de Nigeria, Levantaos, oh compatriotas, acudid al llamado de Nigeria (Arise, O compatriots, Nigeria's call obey, en inglés) fue adoptado en 1978 y reemplazó al himno nacional anterior, "Nigeria, We Hail Thee".

## Letra

### Letra eninglés
Primera Estrofa:
Arise, O compatriots,
Nigeria's call obey.
To serve our fatherland,
with love and strength and faith.
The labour of our heroes past
shall never be in vain.
To serve with heart and might,
one nation bound in freedom,
peace and unity.

Segunda Estrofa:
Oh God of creation,
direct our noble cause.
Guide our leaders right,
help our youth the truth to know.
In love and honesty to grow
and living just and true.
Great lofty heights attain,
To build a nation where
peace and justice shall reign.

### Letra enespañol
Oh compatriotas, levantaos
y seguid la llamada de Nigeria.
para servir a nuestra patria
con amor, fuerza y fe.
El trabajo de nuestros héroes
Nunca habrá sido en vano,
si servimos con el corazón, será
una nación comprometida con la libertad,
la paz y la unidad.
Oh Dios de creación,
dirige nuestra noble causa.
Guía de forma certera a nuestros líderes,
ayuda a nuestra juventud para conocer la verdad
en el amor y la honradez para crecer,
y para vivir de forma justa y sincera.
Grandes y sublimes alturas consigue,
para construir una nación donde
la paz y la justicia reinarán